# Szűz Mária pálos kolostor (Cirkvenica)
A cirkvenicai Szűz Mária pálos kolostor (horvátul: Pavlinski samostan sv. Marije) egykori kolostor, ma szálloda Horvátországban, a Tengermellék-Hegyvidék megyében fekvő Cirkvenica városában. 

## Fekvése
Cirkvenica központjában, a Dubračina torkolata közelében található egykori kolostorépület ma szálloda.  

## Története
A kolostort 1412-ben Frangepán IV. Miklós vegliai gróf alapította a régebbi, Szűz Mária tiszteletére szentelt templom mellett a Dubračina folyónak a tengerbe ömlése közelében. A hagyomány szerint a templom elhanyagoltsága késztette arra Miklós grófot, hogy ide pálos szerzeteseket hívjon. A templom valószínűleg a 13. században épült román stílusban és környékét már 1412-ben a templomról (crkva) Crikvenicának hívták. A gróf biztosította a kolostor bevételeit is, amikor nekik adta a Jesenovától Crnináig található kikötők jövedelmét. Emellett a kedvező szálláshely és a különböző adományok segítették a kolostor fejlődését, melynek az egyik jelentős jótevője Frangepán Márton gróf volt. 
Már IV. Miklós gróf oklevele beszél az itteni régi templomról, amely valószínűleg a román és a kora gótikus stílus közötti átmeneti stílusban épült. Ezt a templomot a 15. században átépítették. Az újabb 16. és 17. századi átépítések után pedig egyedül a szentély őrizte meg késő gótikus és reneszánsz stílus néhány jellemzőjét. A 17. századi átépítés emléke a félköríves diadalív 1659-es felirata. Ez az átépítés valószínűleg a hajót, a hajó déli oldalán levő kápolnát, valamint a nyugati homlokzat melletti harangtornyot érintette. A harangtornyot a főhomlokzat északi oldalára építették át a kerengőre vezető bejárattal és piramis alakú toronysisakkal. Így ábrázolja F. de Vernede 1756-ban készített rajza is. A torony a jelenlegi sisakot 1768-ban az utolsó barokk átépítéskor kapta.
A pálosok cirkvenicai működése sokrétű és pozitív volt. A kolostorban orvosi szolgálat és gyógyszertár működött, de a rend számos mesteremberrel, szobrászokkal, kőfaragókkal, festőkkel is rendelkezett. Oktatási tevékenységük nem pusztán az írás és olvasás oktatására terjedt ki, a kolostorban alapítása óta gimnázium működött. A kolostor egyedülálló könyvtárral is rendelkezett, melyben az 1761-es könyvkatalógus szerint 1450 kötet kézirat és könyv állt rendelkezésre. 
1760-ban a bribiri katonai parancsnokságot a cirkvenicai kolostorba helyezték át, melynek következtében az épületet kastélynak kezdték nevezni és ma is „kaštel” néven ismert. 1776-ban leégett a kotori plébániatemplom, mely után a kotori plébánia központját is ide helyezték át. Ezt követően az innen északra fekvő Kotor település lakossága is a tengerpart közelébe települt át. 1786-ban II. József rendeletével megszüntette a szerzetesrendeket, így a cirkvenicai pálos kolostor is megszűnt. Ezután az épületegyüttes különféle társadalmi igényeket szolgált ki. Mára teljesen átépítették. 1987-ben egy második emeletet húztak rá és szállodává alakították át, melynek „Kaštel” lett a neve. 

## Leírása
A kolostor épületegyüttese közvetlenül a Dubračina partjára épült. Bejáratát a folyón átvezető kőhídon át lehet megközelíteni. Itt először a Foresterium bejáratához vezet az út. A Foresterium volt a kolostor vendégháza, továbbá itt volt az iskola, a könyvtár és a gyógyszertár is. Északnyugati sarkán áll az épületegyüttes egyetlen, hengeres védőtornya. A Foresterium bejáratától keletre nyílt a vendégház udvara az istállókkal és egyéb gazdasági épületekkel. A vendégházból nyílt a pincébe vezető lépcsősor. A vendégháztól délre egy kis belső udvarra érünk. Innen keletre nyílik a kolostor bejárata, délre pedig a kolostor temetője. A kolostorba belépve a kerengőbe érünk. Innen nyugatra volt a terményraktár, majd keletre továbbmenve az éléskamra, a kemence és a konyha. Továbbmenve érünk a refektóriumba és a mellette kialakított kolostorkertbe. A kolostor közepét képező kerengő mellett voltak a szerzetesek cellái. A kerengőtől délre vezető átjárón át lehetett belépni a templomba. A kerengő déli oldalán levő helyiségek fala a templom északi falára támaszkodik. A templom keleti tájolású, szentélyének északi oldalán nyílik a sekrestye. A kolostort a szállodává történt átalakítás során teljesen átépítették. Az egykori pálos kolostorról csupán néhány négyzetméternyi vakolatlan középkori fal tanúskodik. A fogadót többször átépítették és korszerűsítették, végül 1970-ben lebontották. Helyére építették a „Brodomaterial” épületét. A pálosok címerét megőrizték és felhelyezték a Brodomaterial új épületére, a „Két oroszlán” kávézó bejárata fölé.